# 9929 McConnell
9929 McConnell este un asteroid din centura principală de asteroizi.

## Descriere
9929 McConnell este un asteroid din centura principală de asteroizi. A fost descoperit pe 24 februarie 1982 la Observatorul Oak Ridge din Harvard, Massachusetts. El prezintă o orbită caracterizată de o semiaxă mare de 2,28 ua, o excentricitate de 0,14 și o înclinație de 6,0° în raport cu ecliptica.